# Australian Open 2016 – čtyřhra vozíčkářek
Do soutěže čtyřhry vozíčkářek na Australian Open 2016 nastoupily čtyři páry. Dvojnásobným obhájcem titulu byla japonsko-britská dvojice Jui Kamidžová a Jordanne Whileyová, jejíž členky nestartovaly společně. Kamidžová vytvořila dvojici s nizozemskou vozíčkářkou Marjolein Buisovou. Spoluhráčkou Whileyové se stala krajanka Lucy Shukerová, s níž dohrála v semifinále.
Vítězem se stal druhý nasazený pár Marjolein Buisová a Jui Kamidžová, který ve finále přehrál nizozemské turnajové jedničky Jiske Griffioenovou a Aniek van Kootovou ve dvou setech. Nizozemky tak odešly z finálového duelu poraženy podruhé v řadě. Kamidžová vybojovala na Australian Open hattrick, když si připsala třetí titul v řadě a celkově sedmý grandslamový vavřín ze čtyřhry. Pro Buisovou to byla první melbournská výhra a druhá deblová z grandslamu.

## Nasazení párů
1. Aniek van Kootová /  Jiske Griffioenová (finále)
2. Marjolein Buis /  Jui Kamidžová (vítězky)

## Turnaj
| Legenda                                                       |                                                                        |                                                   |
| - Q – kvalifikant - WC – divoká karta - LL – šťastný poražený | - Alt – náhradník - SE – zvláštní výjimka - PR/SR – žebříčková ochrana | - w/o – bez boje - r – skreč - d – diskvalifikace |

### Pavouk
|  | Semifinále | Semifinále                           | Semifinále                      | Semifinále | Semifinále |                                            |                                      | Finále | Finále | Finále | Finále | Finále |
|  |            |                                      |                                 |            |            |                                            |                                      |        |        |        |        |        |
|  | 1          | Jiske Griffioenová Aniek van Kootová | 7                               | 4          | 6          |                                            |                                      |        |        |        |        |        |
|  |            | Lucy Shukerová Jordanne Whileyová    | 65                              | 6          | 3          |                                            |                                      |        |        |        |        |        |
|  |            | Lucy Shukerová Jordanne Whileyová    | 65                              | 6          | 3          | 1                                          | Jiske Griffioenová Aniek van Kootová | 2      | 2      |        |        |        |
|  |            |                                      |                                 |            |            | 1                                          | Jiske Griffioenová Aniek van Kootová | 2      | 2      |        |        |        |
|  |            | 2                                    | Marjolein Buisová Jui Kamidžová | 6          | 6          |                                            |                                      |        |        |        |        |        |
|  |            | 2                                    | Marjolein Buisová Jui Kamidžová | 6          | 6          | Sabine Ellerbrocková Kgothatso Montjaneová | 4                                    | 5      |        |        |        |        |
|  |            |                                      |                                 |            |            | Sabine Ellerbrocková Kgothatso Montjaneová | 4                                    | 5      |        |        |        |        |
|  | 2          | Marjolein Buisová Jui Kamidžová      | 6                               | 7          |            |                                            |                                      |        |        |        |        |        |